# Rio Agriș (Șieu)
O Rio Agriş é um rio da Romênia afluente do rio Şieu, localizado no distrito de Bistriţa-Năsăud.